# ブリー

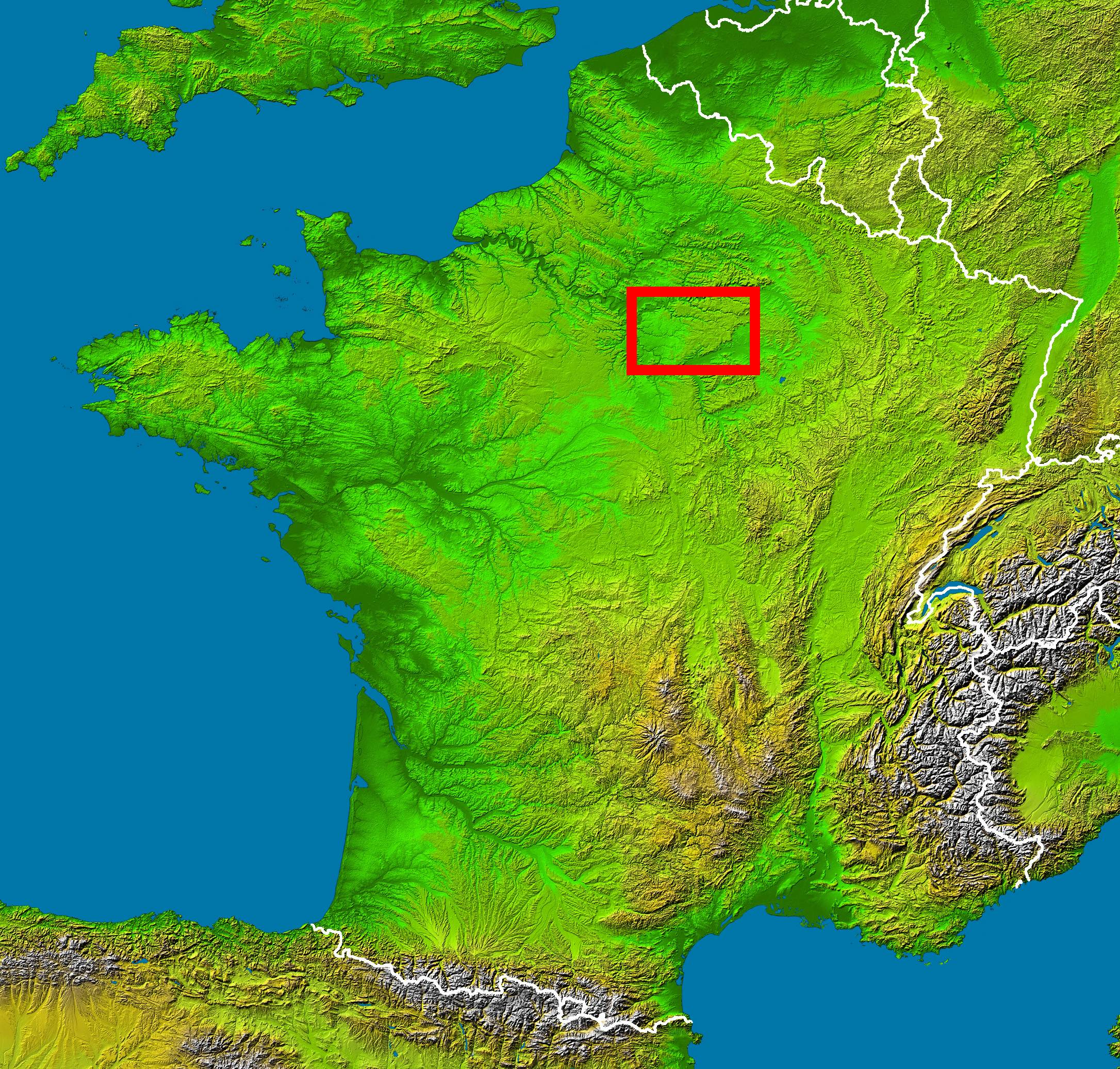
ブリー地方の位置

ブリー (Brie) は、パリ盆地の東に位置し、南北をセーヌ川とマルヌ川の渓谷とに挟まれているフランスの地方。特産品のブリーチーズは日本でもよく知られている。この地方の住民はブリアールと呼ばれる。

## 地理
ブリーは主としてセーヌ＝エ＝マルヌ県に位置する。ただし、隣接するエーヌ県、オーブ県、エソンヌ県、マルヌ県、ヴァル＝ド＝マルヌ県などにも広がっている。
地方名で言えば、シャンパーニュ地方やガティネ地方に隣接している。

### 地方内区分
ブリー地方 (région) は広大なため、9つのより小さな「地方」(pays) に分けることが出来る。
- ブリー・フランセーズ (La Brie française) - ブリー＝コント＝ロベール周辺
- ブリー・ボワゼ (La Brie boisée) - トゥルナン＝アン＝ブリー周辺
- ブリー・ユミド (La Brie humide) - ムランの東
- ブリー・サントラル (La Brie centrale) - モルマン周辺
- モントワ (Le Montois) - ドンヌマリー＝ドンティイ周辺
- ブリー・シャンプノワーズ (la Brie champenoise) - プロヴァン周辺
- ブリー・レティエール (La Brie laitière) - クロミエの東
- ブリー・デ・ゼタン (La Brie des étangs) - エペルネーの西
- ブリー・デステルネ (La Brie d'Esternay) - エステルネ周辺

### 主要都市
- ブリー＝コント＝ロベール (Brie-Comte-Robert)
- クロミエ (Coulommiers)
- クレシー＝ラ＝シャペル (Crécy-la-Chapelle)
- ラ・フェルテ＝ゴーシェ (La Ferté-Gaucher)
- モー (Meaux)
- ナンジ (Nangis)
- ムラン (Melun)
- プロヴァン

### 主要な河川
- グラン・モラン川 (Le Grand Morin)
- プチ・モラン川 (Le Petit Morin)
- イエル川 (L'Yerres)

### 主要な森林地帯
- アルマンヴィリエの森 (Forêt d'Armainvilliers)
- クレシーの森 (Forêt de Crécy)
- フェリエールの森 (Forêt de Ferrières)
- ノートルダムの森 (Forêt de Notre-Dame)
- セナールの森 (Forêt de Sénart)
- ヴィルフェルモワの森 (Forêt de Villefermoy)

## 地質的特色
ブリーの地下は、泥炭と石灰石で形成されている。黄土に覆われた台地は肥沃で穀物の大規模耕作に適している。

## 経済
とりわけ肥沃な黄土の存在によって一大農業地帯となっている。小麦や甜菜の栽培のほか、特にブリーチーズで知られる酪農業が営まれている。また、バラはブリー地方の象徴的なものであるが、これはマンドル＝レ＝ローズやプロヴァンで栽培されている。